# Jîvopîsne, Simferopol
Jîvopîsne (în ucraineană Живописне) este un sat în comuna Urojaine din raionul Simferopol, Republica Autonomă Crimeea, Ucraina.

## Demografie
Componența lingvistică a localității Jîvopîsne
     Tătară crimeeană (75%)
     Rusă (20,19%)
     Ucraineană (3,85%)
Conform recensământului din 2001, majoritatea populației localității Jîvopîsne era vorbitoare de tătară crimeeană (75%), existând în minoritate și vorbitori de rusă (20,19%) și ucraineană (3,85%).